# Monopoly
Monopoly je americká desková hra, která ve stylizované podobě zprostředkovává hráčům mechanismy trhu. Je to patrně komerčně nejúspěšnější desková hra. Hru si nechal v USA patentovat Charles Darrow v roce 1943, dnes ji vyrábí a distribuuje americká společnost Hasbro. 

## Historie
Hra vychází ze hry Landlord’s Game americké autorky Lizzie Magieové, patentované roku 1904 (hra na stejném principu měla dvě sady pravidel, sadu Prosperita a sadu Monopoly).
Poté co hrál filadelfský rodák Charles Darrow hru Landlord’s Game, ji trochu pozměnil a přejmenoval na Monopoly. Americká hračkářská skupina Parker Brothers (nyní Hasbro) koupila autorská práva od Darrowa a začala hru prodávat 5. listopadu 1935. Americký patent byl vydán Charlesi Darrowovi 31. prosince 1935 a byl přidělen společnosti Parker Brothers. Původní verze byla založena na ulicích Atlantic City.

## Popis hry
Herní plán se skládá ze 40 políček obsahujících: 28 nemovitostí (22 ulic v barevných skupinách, 4 železnice a 2 inženýrské sítě), 3 políčka šance, 3 políčka společenské truhly, 1 políčko pro daň z luxusu, 1 pro daň příjmu a 4 rohová políčka: start, vězení, parkoviště a jdi do vězení.

## Varianty

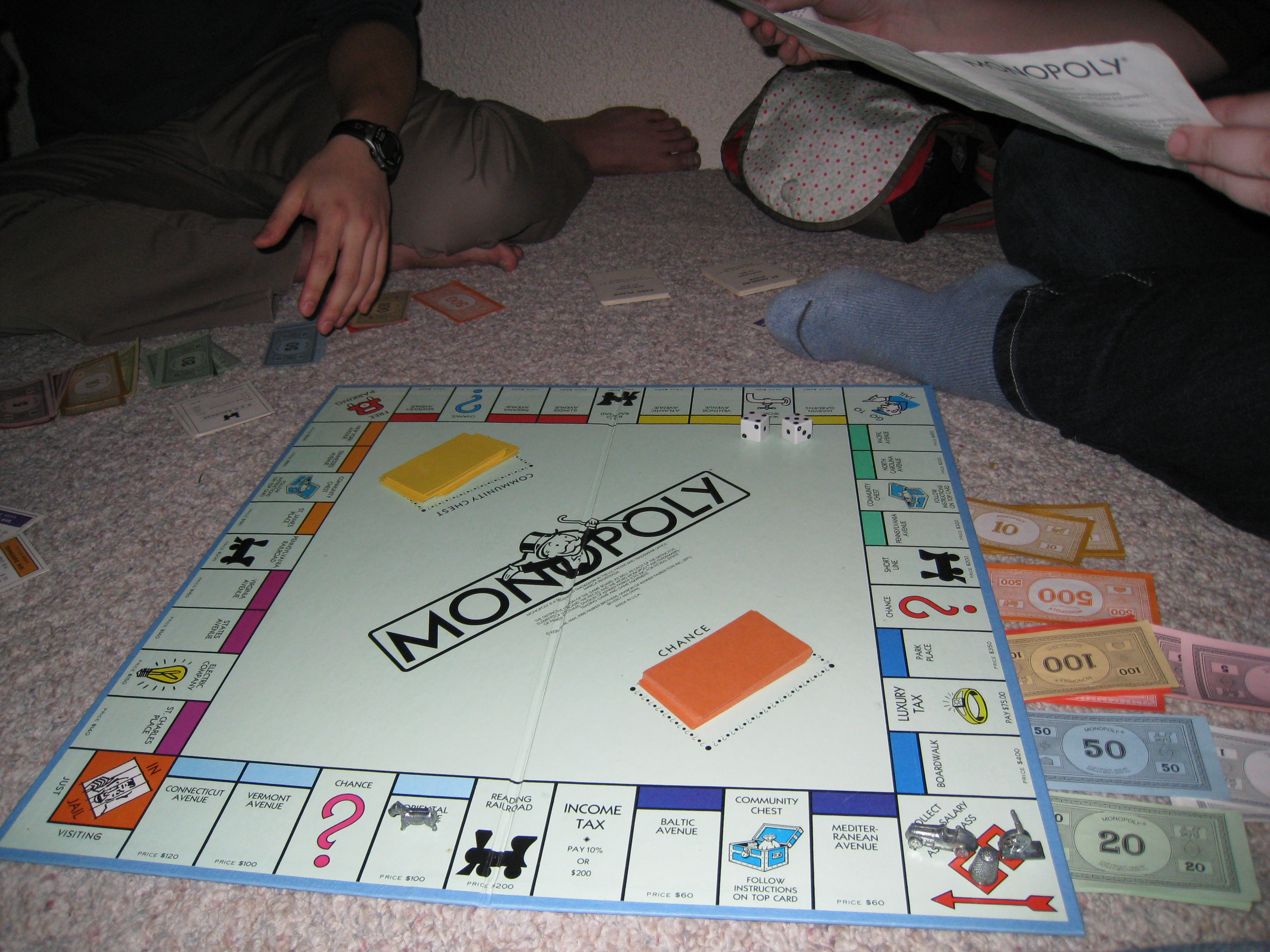
Americká verze Monopoly

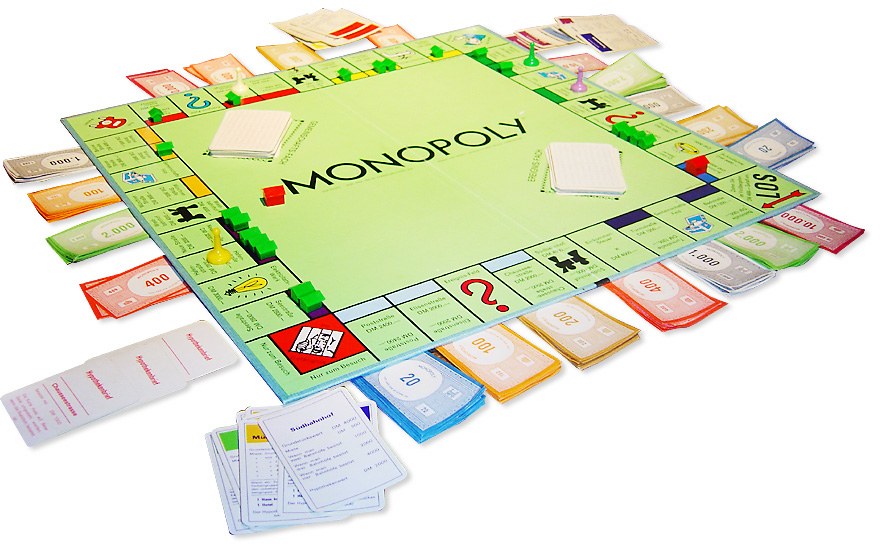
Německá verze Monopoly

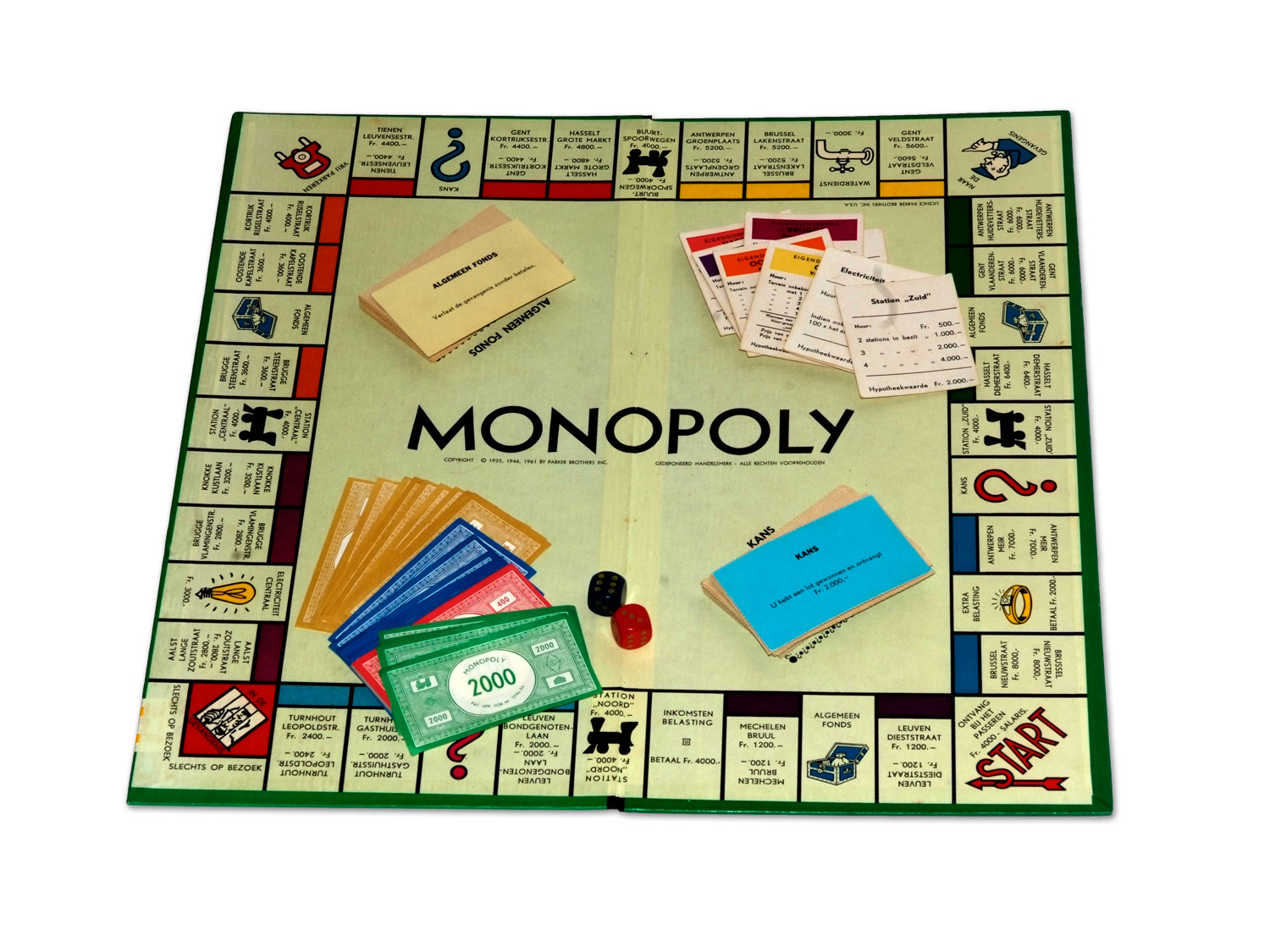
Belgická verze Monopoly

Hra byla vydána v mnoha různých podobách, většinou šlo o lokalizaci vzhledem k místu vydání, například
- Monopoly – Berlin
- Monopoly – Europe
- Monopoly – Chicago Edition
- Monopoly – Japan

Vyšlo i množství tematických vydání, například
- Monopoly – Golf Edition
- Monopoly – Rugby World Cup Edition
- Monopoly – Pokemon Edition
- Monopoly – StarWars Edition
- Monopoly – Simpsons Edition
- Monopoly – Garfield Edition
- Monopoly – Stargate Edition
- Monopoly – Doctor Who Edition

Existují také speciální vydání, například
- Monopoly city
- Monopoly cars
- Monopoly revolution
- Monopoly empire
- Monopoly Banking, kde nejsou peníze a platí se platební kartou

Dále existují i vydání pro děti (vhodné do 8 let), například
- Monopoly Junior
- Monopoly Disney Junior

Kromě toho se objevilo mnoho her z této hry vycházejících:
- Antimonopoly
- Gay Monopoly
- Medical Monopoly
- Necronomonopoly
- AVGN (Angry Video Game Nerd) Monopoly

### Československo
V Československu byla hra v meziválečném období prodávána pod názvem Business. V ní hráč kupuje pozemky v Praze (od nejlevnějších v Braníku až po nejdražší na Václavském náměstí), elektrárnu, vodárnu a telefonní společnost či železniční tratě.
V pozdější době vyšla hra Dostihy a sázky, kde hráči kupují koně a s nimi související služby. Specifikem této hry je možnost sázet na soupeřovy koně a tím kompenzovat nebezpečí velkých plateb při navštívení jejich políček.
U příležitosti Všeobecné československé výstavy v roce 1991 vyšla česká verze „Business Výstaviště“.

## Průběh hry
Hra spočívá v tom, že hráči postupují figurkami na herním plánu po dráze obvodu čtverce podle hodu dvěma kostkami po políčkách, které představují ulice. Ulice, na které stoupnou svojí figurkou, si mohou koupit, v opačném případě se na danou ulici vyhlašuje aukce. Za šlápnutí na ulici se od spoluhráčů vybírá nájemné. Pokud hráč získá (koupí, výměnou) celou sadu ulic stejné barvy (dvě ulice, většinou však tři), vybírané nájemné se zvyšuje na dvojnásobek a zároveň lze na ulicích začít stavět domy a posléze i hotel, čímž se nájemné ještě zvyšuje. Spoluhráči pak mohou do jeho ulice vstoupit a nemít dost peněz na zaplacení, ze kterého si musí pomoci hypotékou na vlastněné ulice, nebo vyhlásí bankrot.
Při hře často není tak důležité umět dobře obchodovat s ulicemi, jako mít štěstí při házení kostkou. Jsou zde ale i políčka, která nelze koupit (jdi do vězení, zaplať daň z nemovitosti, …). Pokud se hráč dostane na políčko ŠANCE nebo POKLADNA, musí si vzít danou kartičku. Mohou na ní být napsány prospěšné (zdědili jste 15 000 Kč) i neprospěšné příkazy (proveďte pouliční opravy – zaplaťte 1 000 Kč za každý dům a 5 000 Kč za každý hotel).